# Tartrazin
Tartrazin (E 102, FD&C žluť 5) je syntetické žluté azobarvivo, používané jako přídatná látka do dezertů, zmrzlin, nanuků, bonbónů, žvýkaček, marcipánu, marmelády, želé, instantních pudinků a polévek, hořčice, jogurtů, vaječných likérů, šumivých nápojů a dalších výrobků společně s glycerinem. Obvykle se používá u výrobků s obsahem citronu, ve kterých pomáhá dosáhnout očekávaného žlutavého zabarvení. Setkat se s ním lze též v kosmetických produktech i v povlaku lékových tablet.
Z přírodních barviv ho lze nahradit například kurkuminem (E 100), karoteny (E 160a) či šafránovou žlutí (E 164). Společně s brilantní modří (E 133) a zelení S (E 142) se také používá k vytvoření různých odstínů zelené např. v konzervovaném hrášku.
Zdá se, že tartrazin způsobuje nejvíce alergických reakcí ze všech azobarviv, zvlášť mezi astmatiky a lidmi s nesnášenlivostí aspirinu, dále pak může způsobovat migrénu, rozmazané vidění, svědění, sennou rýmu nebo skvrny na kůži, dětskou hyperaktivitu.[zdroj?] V bezpečnostním listu není látka vedena jako nebezpečná či karcinogenní, orální toxicita u myší činí 12,75 g/kg. Od 20. července 2010 musejí být některé potraviny obsahující tartrazin označeny varováním, že barviva obsažená v potravině „mohou nepříznivě ovlivnit činnost a pozornost dětí“. Výjimka je stanovená pro výrobky s obsahem alkoholu vyšším než 1,2 %, použití barviva pro dekoraci nebo použití při razítkování vajec. Upozornění rovněž nemusí být uvedeno na obalech potravin vyrobených před uvedeným datem.
Látka je zakázaná v Norsku a Rakousku.